# Elecciones generales de Guatemala de 1931
Las elecciones generales de Guatemala de 1931 se llevaron a cabo entre el 6 y 8 de febrero de 1931. Las elecciones presidenciales fueron ganadas sin oposición por Jorge Ubico, dado que el sector restante del antiguo Partido Liberal no se opuso a su candidatura, mientras que el Partido Conservador estaba fuertemente maniatado y muy desorganizado tras no poder controlar la situación tras el derrocamiento del licenciado Manuel Estrada Cabrera en 1920.  El general Lázaro Chacón González sufrió un ataque de apoplejía el 12 de diciembre de 1930, lo que dio lugar a una serie de sucesos que terminaron con el licenciado José María Reina Andrade como presidente interino, quien rápidamente convocó a las elecciones presidenciales.
Las elecciones legislativas fueron ganadas, también sin oposición, por el Partido Liberal Progresista. Este partido fue fundado por Ubico y unió las dos alas del dividido antiguo Partido Liberal.

## Acontecimientos
El licenciado Baudilio Palma se desempeñaba como Secretario de Hacienda y Segundo Designado a la Presidencia del presidente general Lázaro Chacón González cuando éste sufrió un derrame cerebral que ya no le permitió seguir al frente del gobierno. Entonces Palma, en acuerdo con todo el gabinete, fue designado para desempeñar las funciones de presidente de forma interina, a pesar de ser el segundo designado en la Presidencia de la República ya que el primer designado, general Mauro de León, fue inducido a renunciar al cargo.
El 13 de diciembre de 1930 su nombramiento fue aprobado por la Asamblea Nacional Legislativa. Las comunicaciones al pueblo de Guatemala fueron las siguientes:
| EL LICENCIADO BAUDILIO PALMA ASUME LA PRESIDENCIA DE LA REPUBLICA El texto de los decretos redactados Reconocimiento BAUDILIO PALMA, Segundo Designado a la Presidencia de la República, Por cuanto: encontrándose inhabilitado en lo absoluto para el ejercicio de la Presidencia de la República el señor General don Lázaro Chacón, conforme dictamente facultativo que consta en acta fecha 11 del corriente, suscrita por los médicos que le asisten, doctores don Ernesto Alarcón, don Mario J. Wunderlich, don Carlos Federico Mora, don Lizardo Estrada y don Máximo Santa Cruz, Por tanto: en cumplimiento del artículo 69 de la Constitución, en defecto del Primer Designado, y por decreto de esta misma fecha dictada por el Consejo de Ministros, Decreta: 1o.- Asumir el cargo de Presidente de la República; 2o. Dar inmediata cuenta con este decreto a la Asamblea Legislativa. Casa del Gobierno, Guatemala, a los doce días del mes de diciembre de mil novecientos treinta. (f) B. Palma El Secretario de Estado en el Despacho de Gobernación y Justicia. (f) F. Castillo Monterroso. —Tomado de: Nuestro Diario, Periódico de Guatemala, 13 de diciembre de 1930. |

| BAUDILIO PALMA, Segundo Designado en el Ejercicio De la Presidencia de la República, al Pueblo de Guatemala. CONCIUDADANOS: El Consejo de Ministros de la República, en cumplimiento de un mandato constitucional, acaba de llamarme para el desempeño del cargo de Presidente de Guatemala, en mi carácter de Segundo Designado, en defecto del Primero y mientras dure la imposibilidad del señor General don Lázaro Chacón para servir su alto puesto. Tal medida obedece a la repentina gravedad del Primer Magistrado de la Nación y trae consigo acontecimientos que debe conocer el país para la mejor inteligencia del trascendental ejercicio político y administrativo de Guatemala. Al asumir tan alto y delicado cargo, que sólo acepto en su carácter transitorio, pero con la disposición de mantener en su justo campo los derechos de todos los ciudadanos y la dignidad de la Patria, es indispensable y urgente fijar desde ahora el carácter y límites de mi gestión gubernativa, en todo aspecto semejante a la que ha venido desarrollando nuestro benévolo y activo Presidente, el General Chacón, de quien la conciencia nacional es deudora por su espírit conciliador y su respeto a las leyes y los principios. Se y conozco que los acontecimientos que me llevan a tan difícil cargo pueden alterar el normal y paciente desarrollo de los diversos problemas que penden de solución para beneficio del pueblo guatemalteco, si la opinión nacional no es informada explícitamente sobre los fines de mi gobierno interino; y con el objeto de encauzar debidamente esa opinión, a fin de que no se caiga en apasionamientos y en personalismos nocivos, expreso mis convicciones de servidor de la Patria con la serenidad y precisión que las circunstancias requieren y mi conducta demanda. Nuestro país exige, ante todo, una absoluta consagración y apego a la ley para salir airoso de sus compromisos interiores y lograr sus altos designios como entidad económica y social, y para ello es necesario que todas las fuerzas vivas del mismo, las inteligencias y los corazones, estén dispuestos a sacrificar los menudos puntos de vista de los criterios aislados en bien de la colectividad entera. El país ha experimentado en el decurso de estos últimos años, un cambio notable por lo que respecta al ejercicio de la libertad ciudadana, y todos debemos conducirnos de manera que el uso de la libertad sea consuetudinario e inalterable. Por consiguiente, urge que la Nación toda aporte su colaboración más espontánea y sus mejores devociones para que aquel derecho de desarrollo individual no sufra mengua en el país y para que la obra de reconstrucción comenzada por el Presidente Chacón siga su curso sin obstáculo de ninguna especie. Quiero creer que en vista de las circunstancias actuales, si no por homenaje a la persona encargada de la Primera Magistratura, por respeto a la Nación misma, todos los elementos de trabajo y de experiencia concurrirán a fortalecer la vida administrativa del Estado; y aprovechando la oportunidad que me ofrece tan elevado servicio, protesto al país mi desinterés en la causa administrativa que asumo,, mi compromiso solemne de mantener el orden social a toda costa -para lo cual cuento con el concurso del Ejército que así me lo ha expresado por medio de sus Jefes- y mi permanencia en el Poder mientras prevalezcan las circunstancias que me han elevado a él y hago votos fervorosos porque la colaboración pública sea la que en realidad haga gobierno y patria. Guatemala, 12 de diciembre de 1930. Baudilio Palma —Tomado de: Nuestro Diario, Periódico de Guatemala, 13 de diciembre de 1930. |

El 16 de diciembre de 1930 el presidente estadounidense Herbert C. Hoover a través de un telegrama aceptó la presidencia de Palma; pero el 17 de diciembre de 1930, unos pocos soldados y miembros del Partido Progresista, liderados por Manuel María Orellana Contreras y Luis Leonardo, irrumpieron en el despacho de Palma y le exigieron su renuncia por escrito. Tras la lucha que se desencadenó, Palma presentó su renuncia y fue detenido. A los dos días se publicó la noticia en los periódicos, que indicaban que los Partidos Liberales de Guatemala no estaban de acuerdo con el nombramiento de Palma, argumentando que era el general De León el primer designado a la Presidencia y que esto no fue respetado por quienes nombraron a Palma encargado de la Presidencia. El gobierno de Orellana, sin embargo, no fue reconocido por Estados Unidos y el 31 de diciembre de 1930, el parlamento aprobó la renuncia del mismo.
El Parlamento designó entonces al primer, segundo y tercer suplente de Manuel María Contreras Orellana; siendo el primero José María Reina Andrade quien se apresuró a convocar a elecciones.

## Candidatos

### Partido Liberal Progresista
| Candidato por el Partido Liberal Progresista   |
| Jorge Ubico Castañeda                          |
|                                                |
| Líder del partido Liberal Progresista (1926– ) |

## Resultados electorales

### Elecciones presidenciales
|  | 100 % |

|  | 100 % |

|  | 0 % |

|  | 0 % |

### Elecciones legislativas
|  | 100 % |

|  | 100 % |

|  | 0 % |

|  | 0 % |